# ژان مارک پیلورگه
ژان مارک پیلورگه (انگلیسی: Jean-Marc Pilorget؛ زادهٔ ۱۳ آوریل ۱۹۵۸) بازیکن فوتبال سابق اهل فرانسه است که در پست مدافع بازی می‌کرد.
از باشگاه‌هایی که در آن بازی کرده‌است می‌توان به باشگاه فوتبال پاری سن ژرمن، باشگاه فوتبال گنگام، و باشگاه فوتبال کن اشاره کرد.
وی همچنین در تیم ملی فوتبال زیر ۲۱ سال فرانسه بازی کرده‌است.